# Veszelovszky László
Veszelovszky László (Szeged, 1928. augusztus 15. – 1995. január 24.) labdarúgó, kapus.

## Pályafutása
1949-ig a Szegedi AK labdarúgója volt. 1949 és 1952 között a Győri Vasas ETO kapusa volt, ahol két hetedik helyezés volt a legjobb eredménye a csapattal. Mindkétszer ezzel a vidék legjobb csapata lett a győri együttes. Pályafutását az MHK mozgalom miatt kellett abbahagynia. Egy atlétikai pályán kellett 200 méteren keresztül könyökön végig csúsznia, ahol korábban súlylökők gyakoroltak és a pálya tele volt mélyedéssekkel. Veszelovszky egy ilyenbe könyökölt bele. A ficam folyamatosan kiújult és emiatt már nem tudott védeni. 
Visszaköltözött Szegedre és jogi diplomát szerzett, majd a bírói pályán helyezkedett el.
1963-ban a Szegedi Vasutas edzője lett.

## Sikerei, díjai
- Magyar bajnokság
  - 7.: 1949–50, 1951